# Vies de saint Étienne et de saint Jean-Baptiste
Vies de saint Étienne et de saint Jean-Baptiste (en italien : Storie di santo Stefano e san Giovanni Battista) est un cycle de fresques de Fra Filippo Lippi, réalisées entre 1452 et 1465 sur les parois rectangulaires de l'abside du Duomo de Prato.

## Histoire
Fra Angelico est d'abord pressenti en 1452 par Antonin de Florence pour la réalisation, mais il refuse car engagé sur d'autres projets. Antonin fait donc appel à Fra Filippo Lippi qui était déjà intervenu dans la cité.
Il réalise le cycle de fresques à partir de 1452 et, en 1456, il est nommé chapelain du couvent Sainte-Marguerite à Prato ; s'ensuit, la même année, l'épisode de sa séduction de la religieuse Lucrezia Buti, qui entraînera sa condamnation et la démission de leurs vœux, puis son mariage et la naissance de ses enfants. Il continuera néanmoins jusqu'en 1465 le cycle de fresques commencé 13 ans plus tôt.
Vandalisé le 13 octobre 1993, le cycle de fresques a fait l'objet d'une importante restauration qui s'est terminée en 2007.

## Thème
Les fresques détaillent certains épisodes emblématiques de la vie de deux saints : saint Étienne, titulaire de la cathédrale de Prato et Jean le Baptiste protecteur de la ville voisine de Florence.
Épisodes choisis de la vie de saint Étienne
(ordre chronologique)
1. Subtitution du corps du nouveau-né (Rapimento di santo Stefano in fasce)
2. Départ de saint Étienne (Congedo di santo Stefano)
3. Lapidation de saint Étienne (Lapidazione di santo Stefano)
4. Obsèques de saint Étienne (Esequie di santo Stefano)

Épisodes choisis de la vie de saint Jean-Baptiste
(ordre chronologique)
1. Naissance de saint Jean (Nascita del Battista)
2. Départ des parents, Prière et prédication au désert (Commiato dai genitori, Preghiera e Predicazione nel deserto)
3. Décollation de saint Jean (Decollazione del Battista)
4. Festin d'Hérode (Banchetto di Erode)

| Naissance de saint Étienne et substitution de son corps.                            | Naissance de saint Jean .                 |
| Départ de saint Étienne ; Libération du corps possédé et Dispute dans la synagogue. | .                                         |
| Obsèques de saint Étienne.                                                          | Banquet d'Hérode                          |
| Épisodes de la vie de saint Étienne                                                 | Épisodes de la vie de saint Jean-Baptiste |

## Vues détaillées

Scènes détaillées
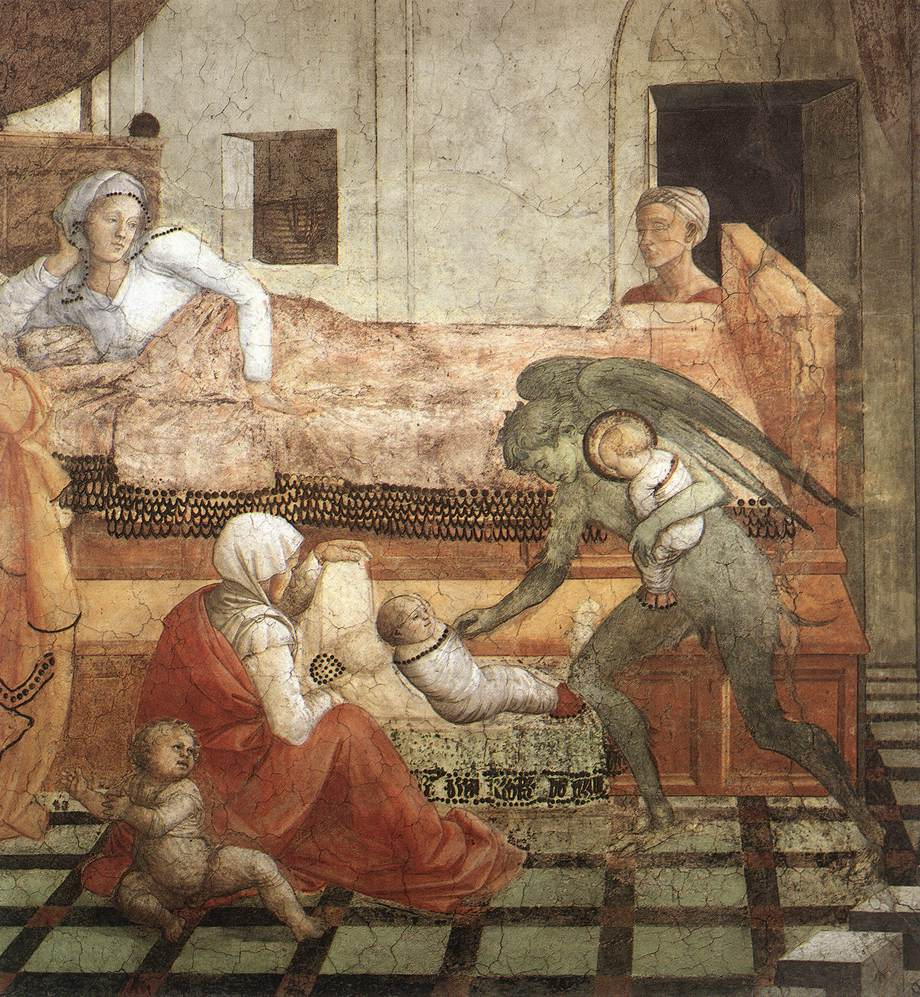
Naissance de saint  Étienne et substitution de son corps
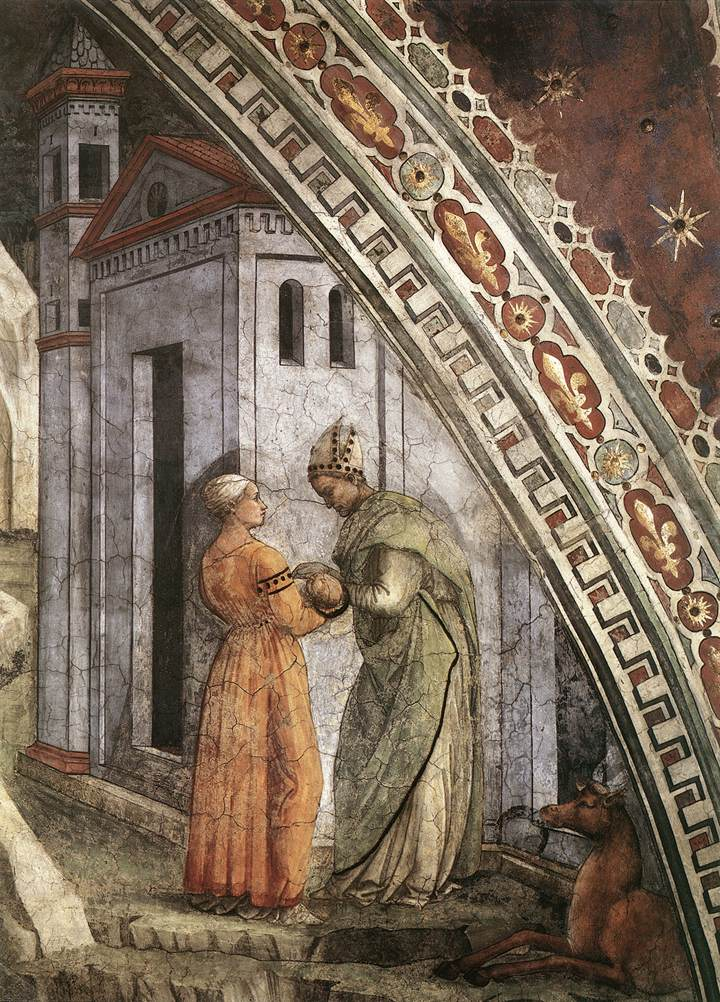
Restitution de son corps
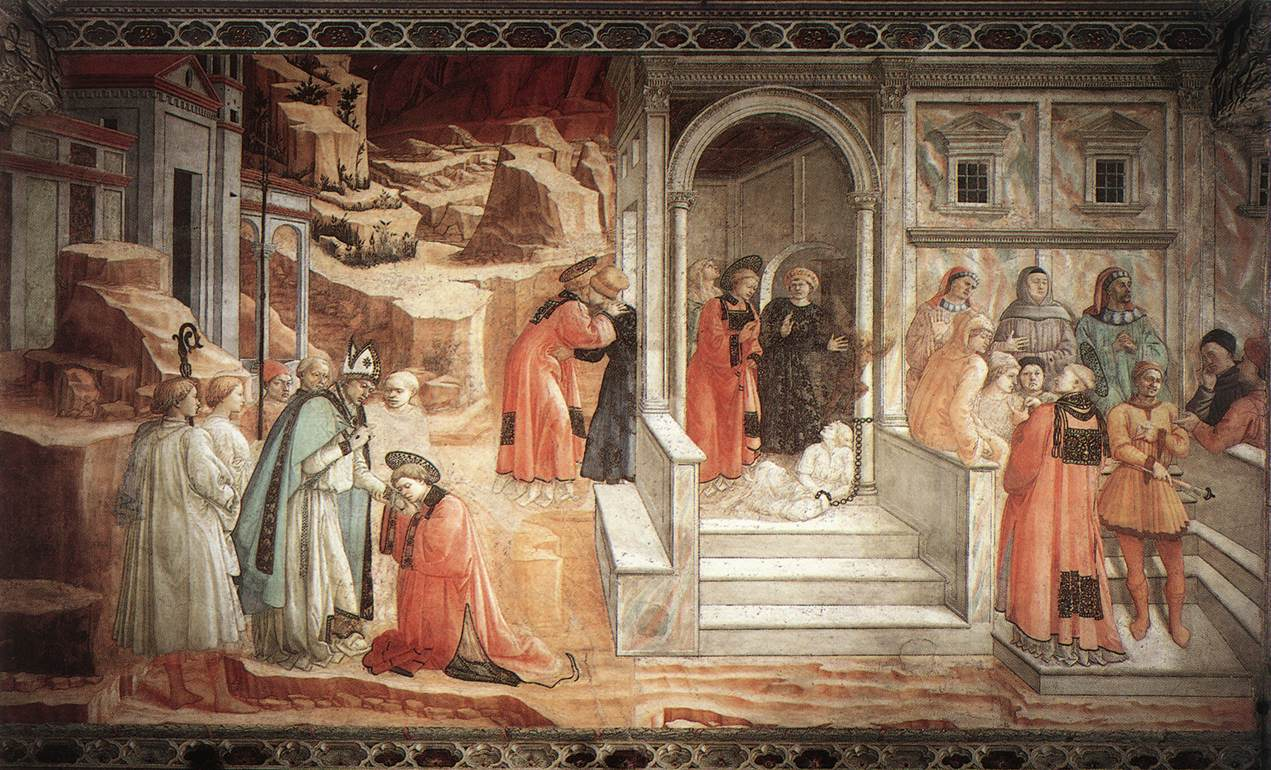
Départ de saint Étienne ; Libération du corps possédé
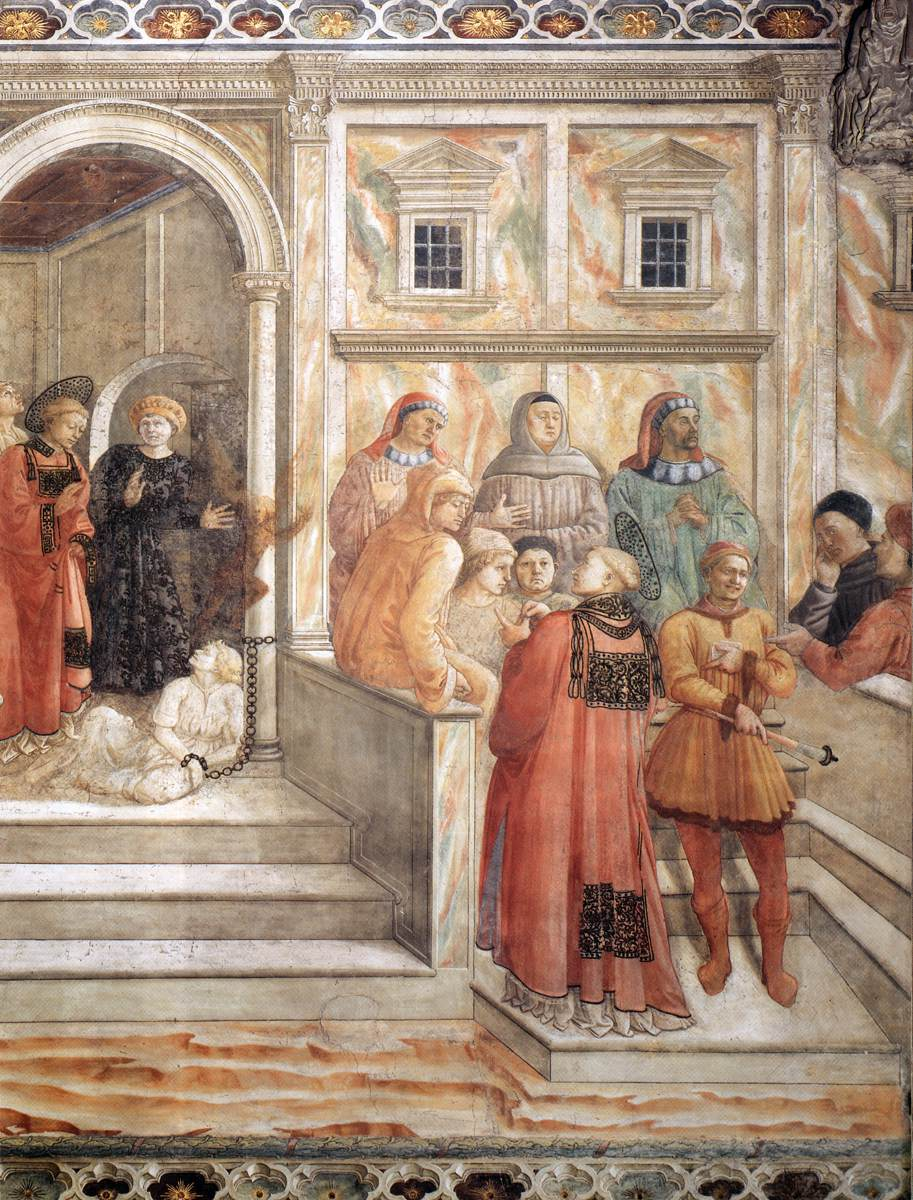
Dispute dans la synagogue
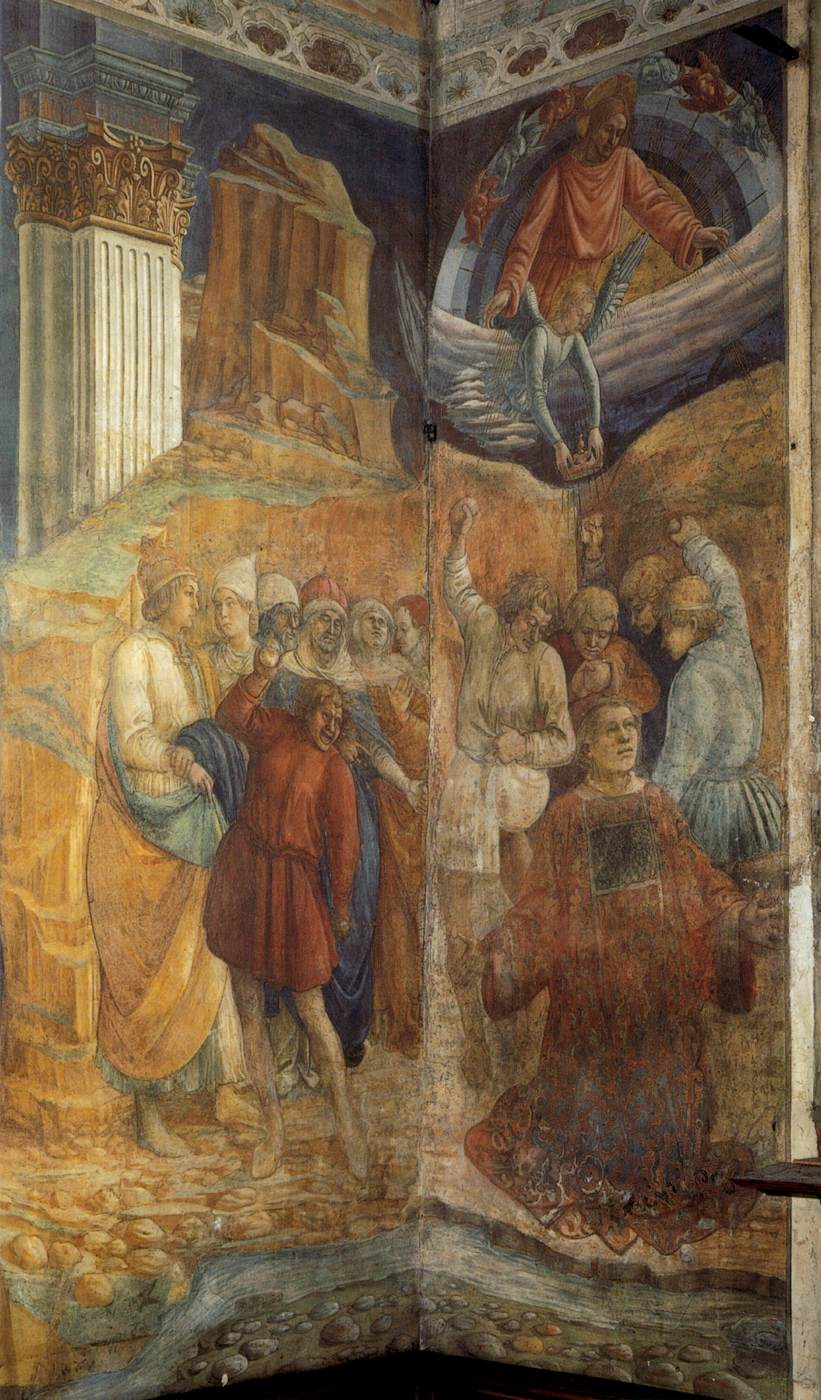
Lapidation de saint Étienne
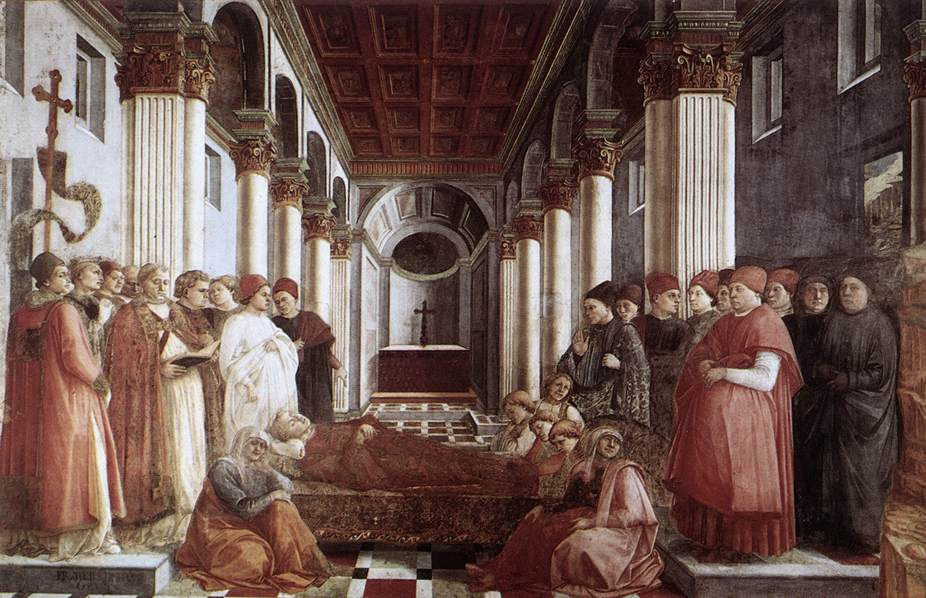
Obsèques de saint Étienne

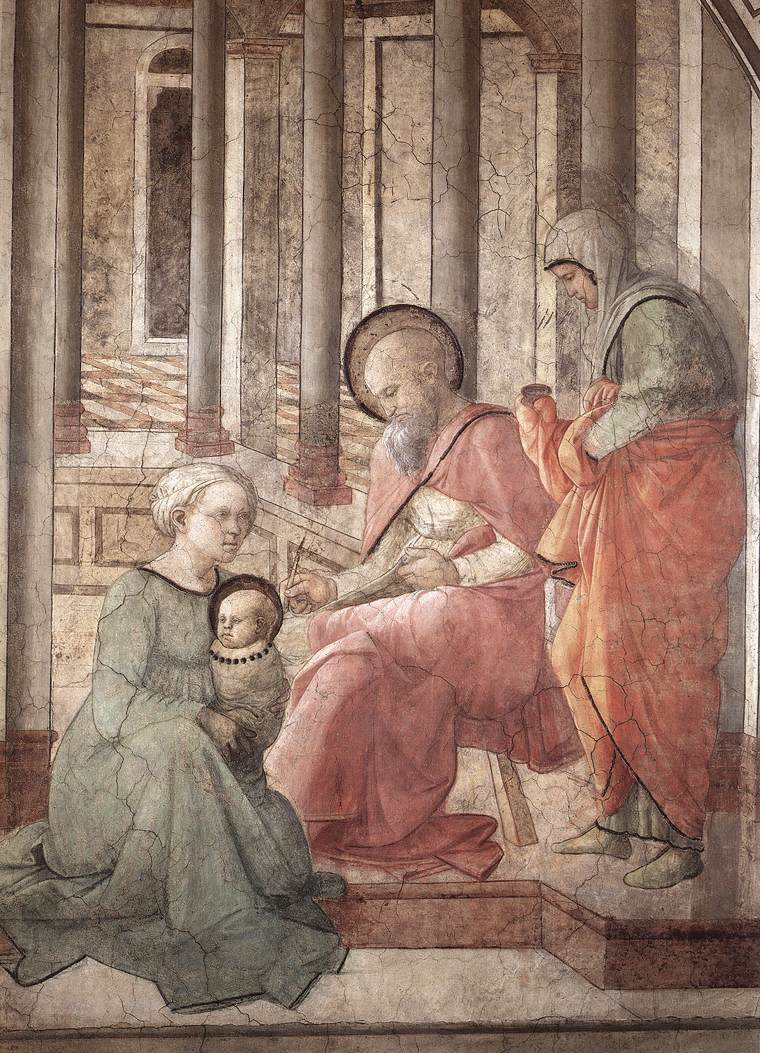
Naissance de saint Jean et Imposition du nom
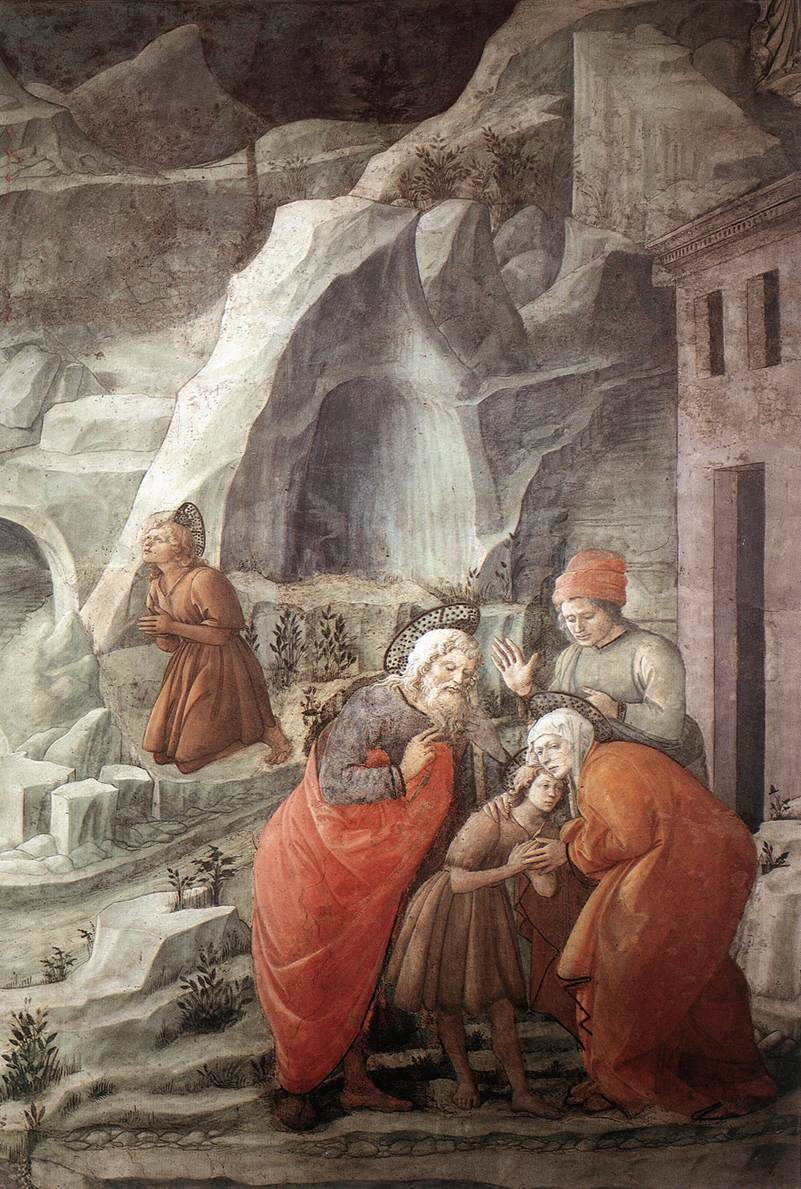
Saint Jean quitte ses parents
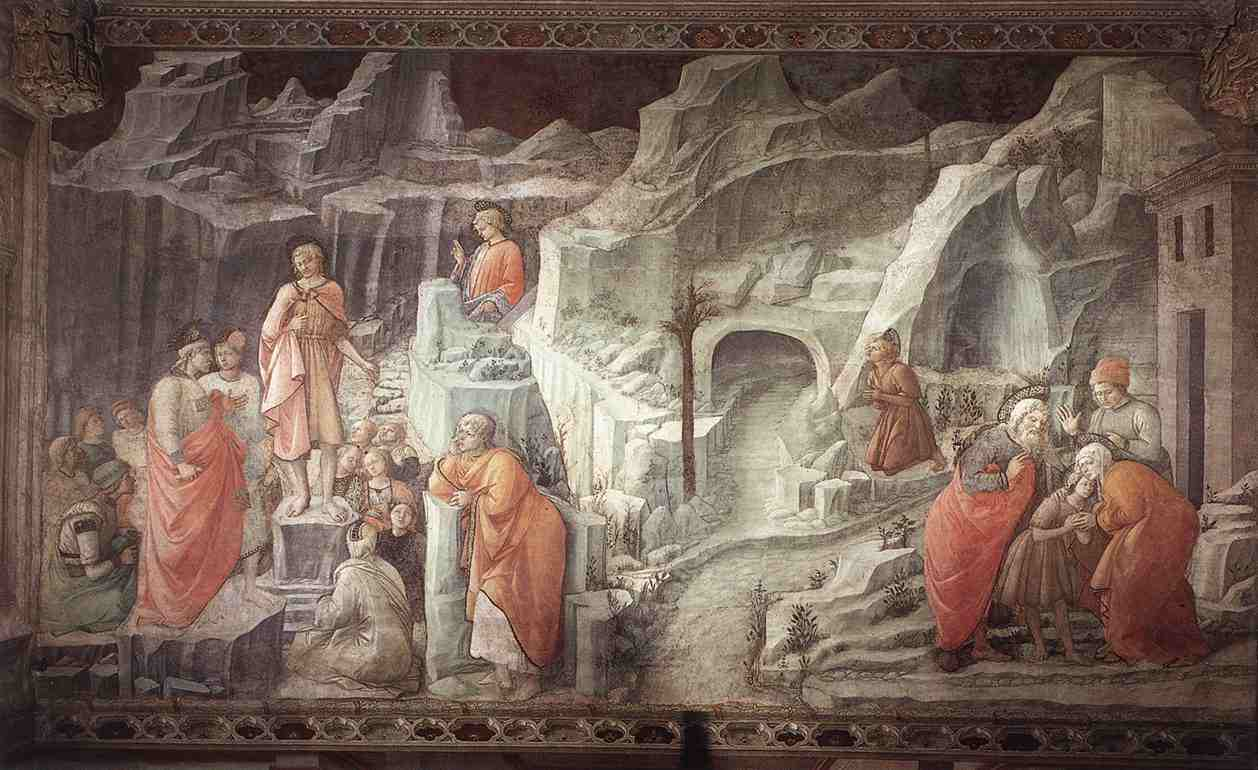
Prédication  dans le désert
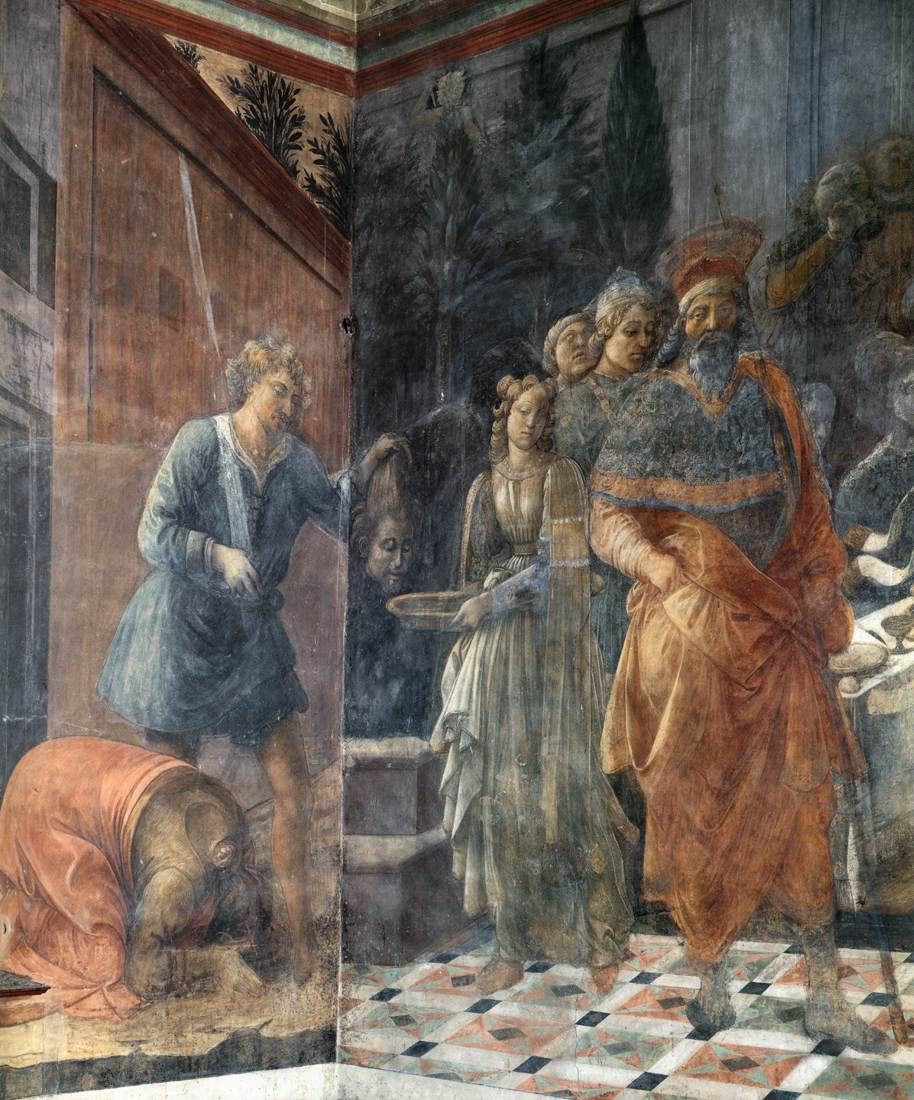
Décollation de saint Jean-Baptiste
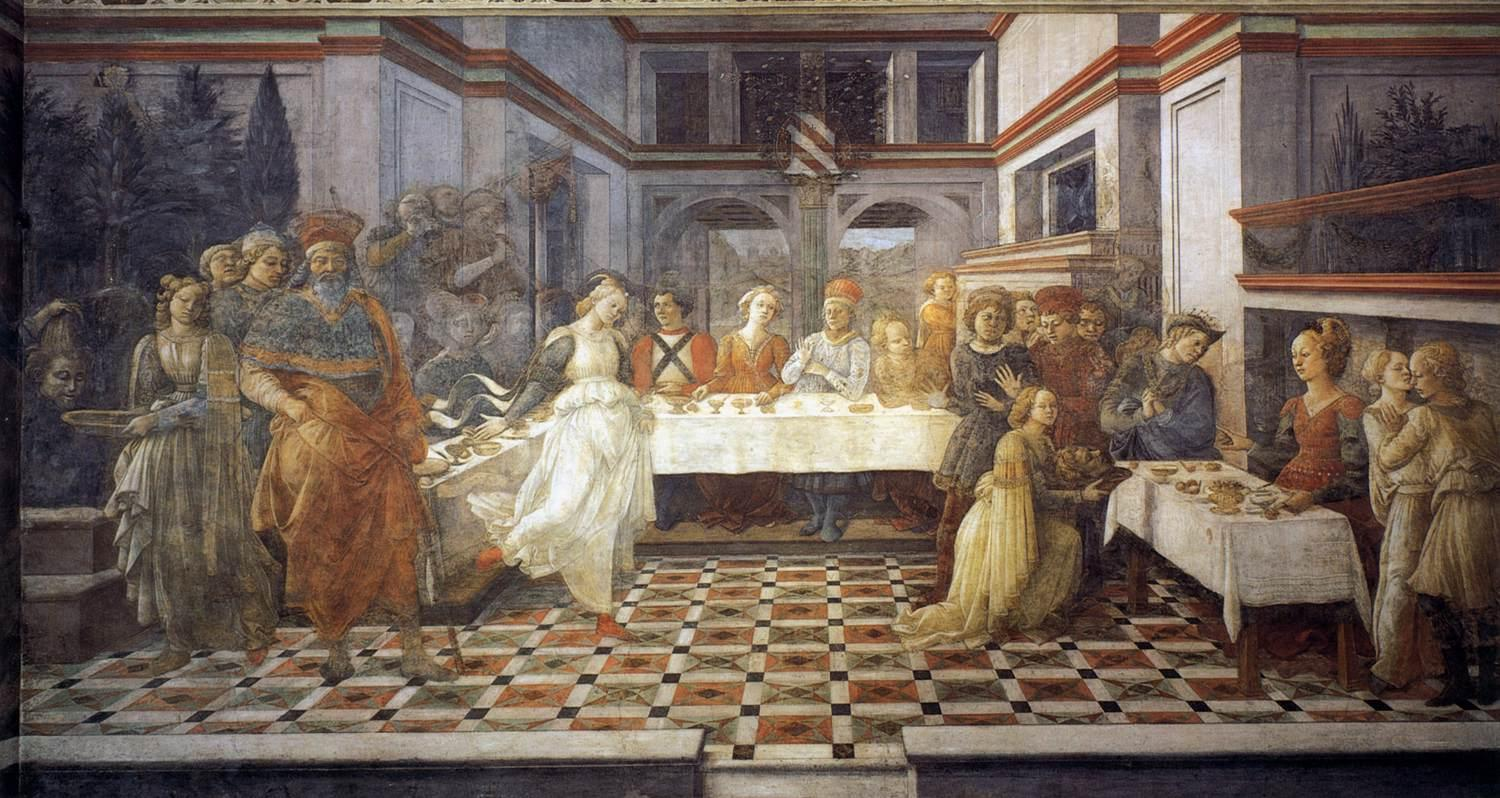
Le Festin d'Hérode

Détails
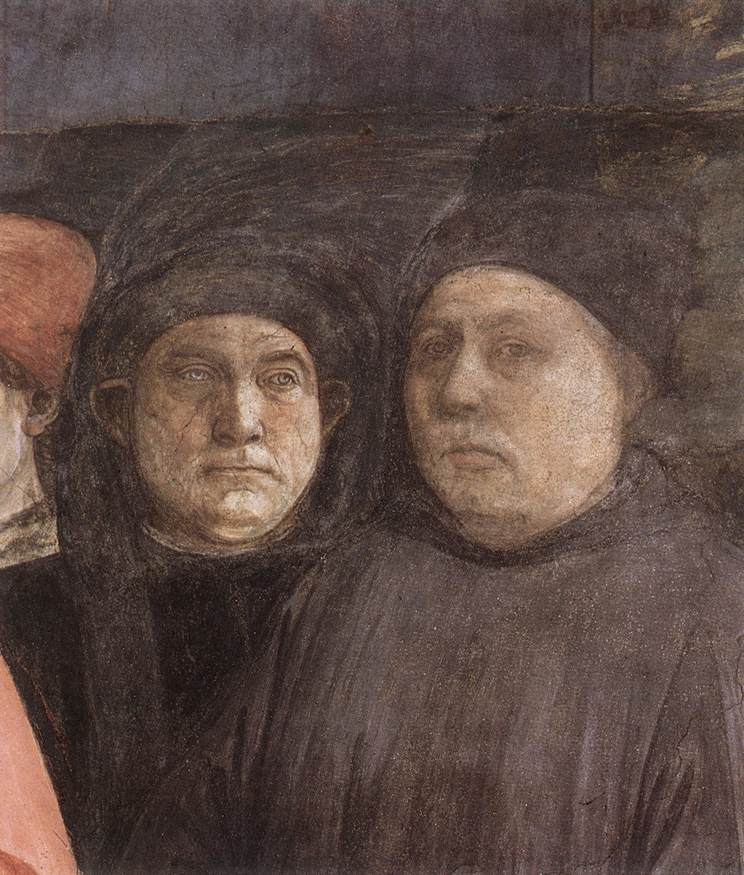
Autoportraits des peintres
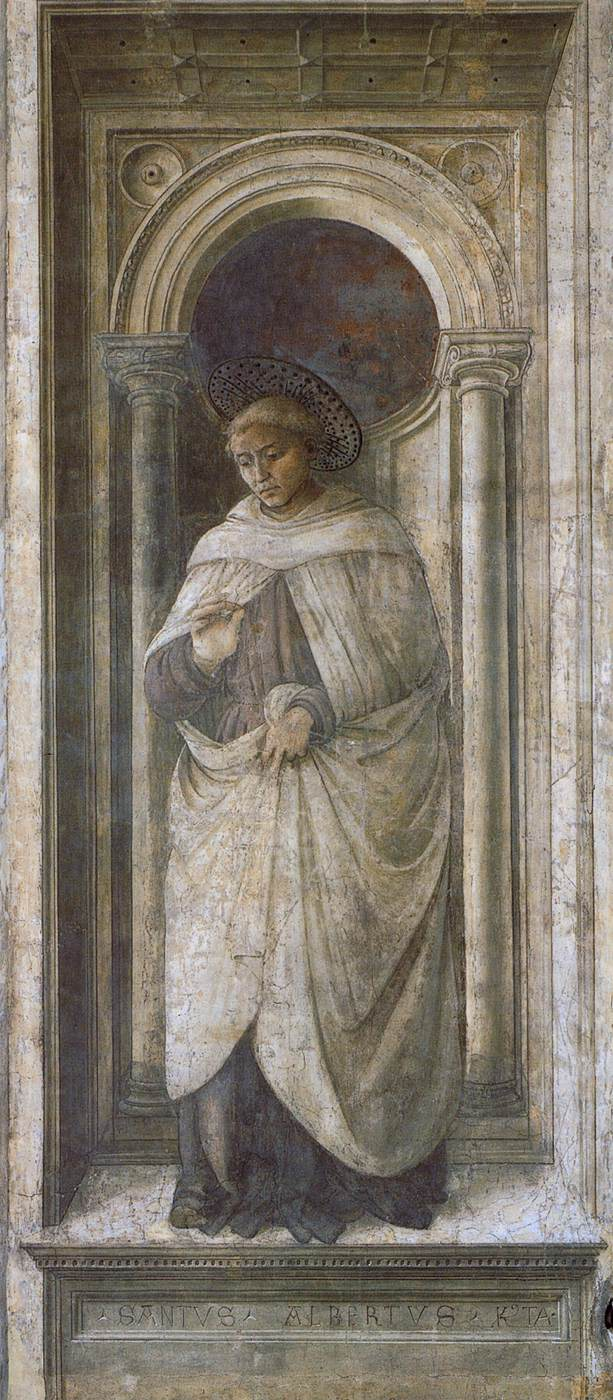
Fresque des piliers
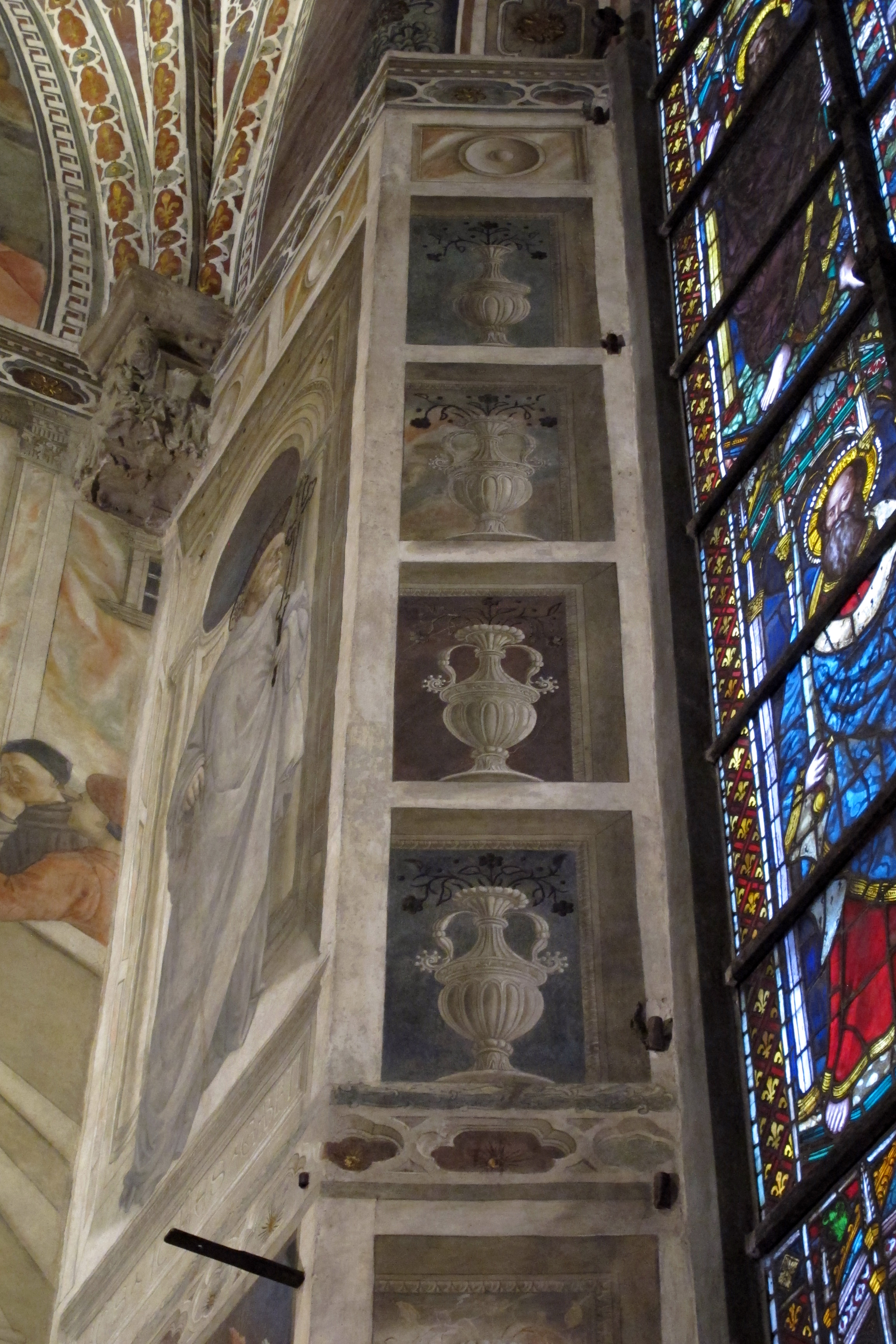
Objets en perspective

Fresques des voûtains
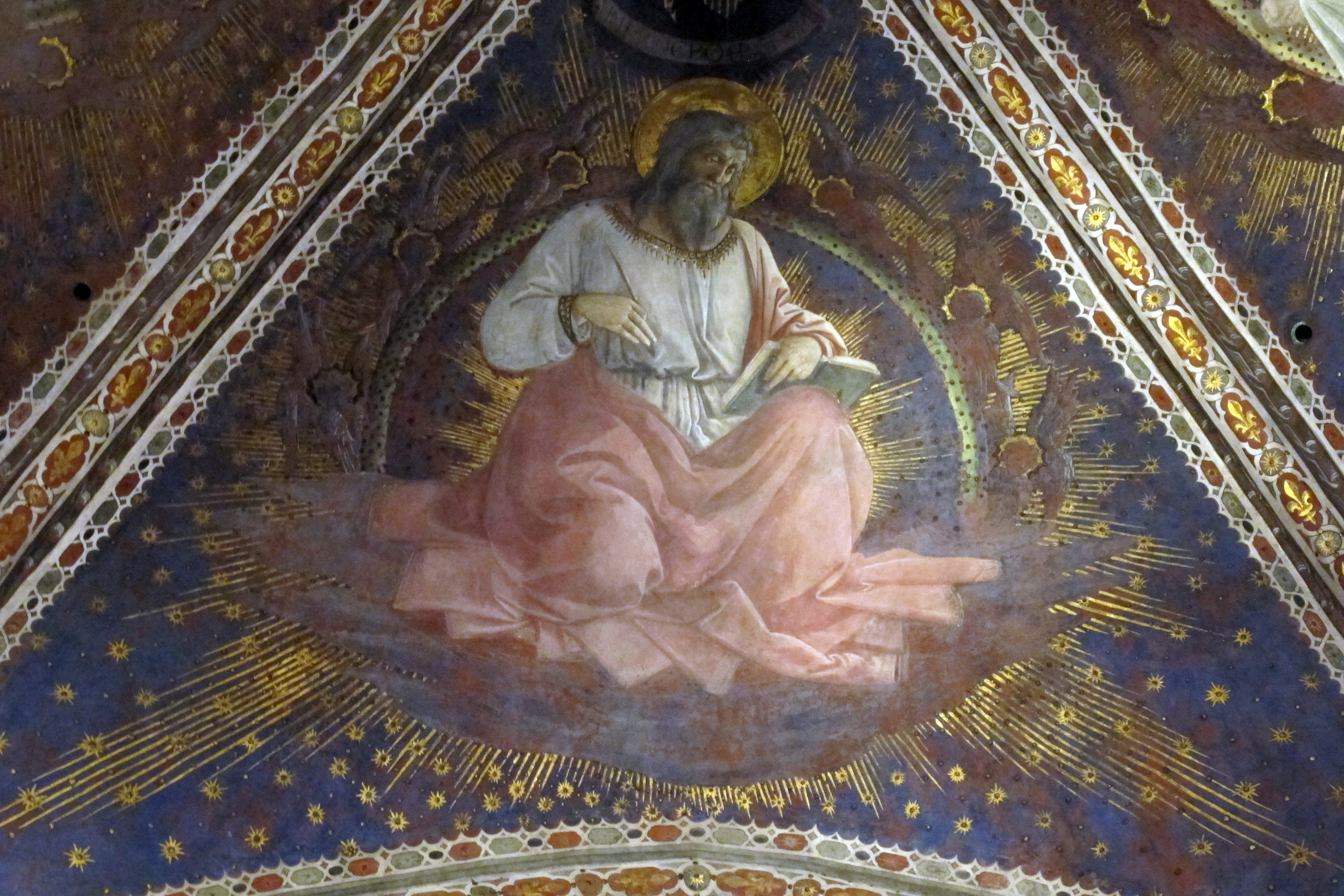
Saint Jean évangéliste
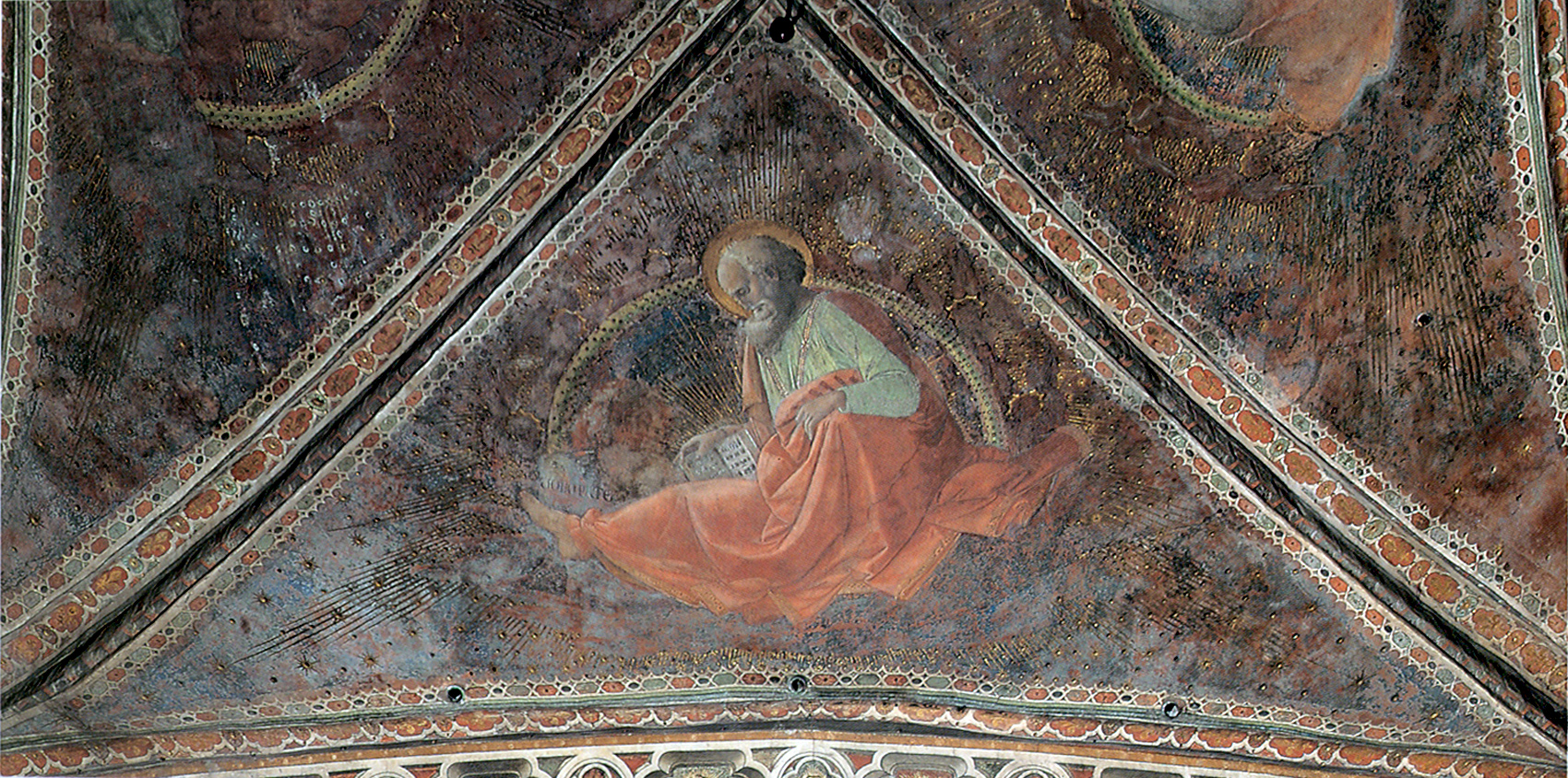
Saint Marc
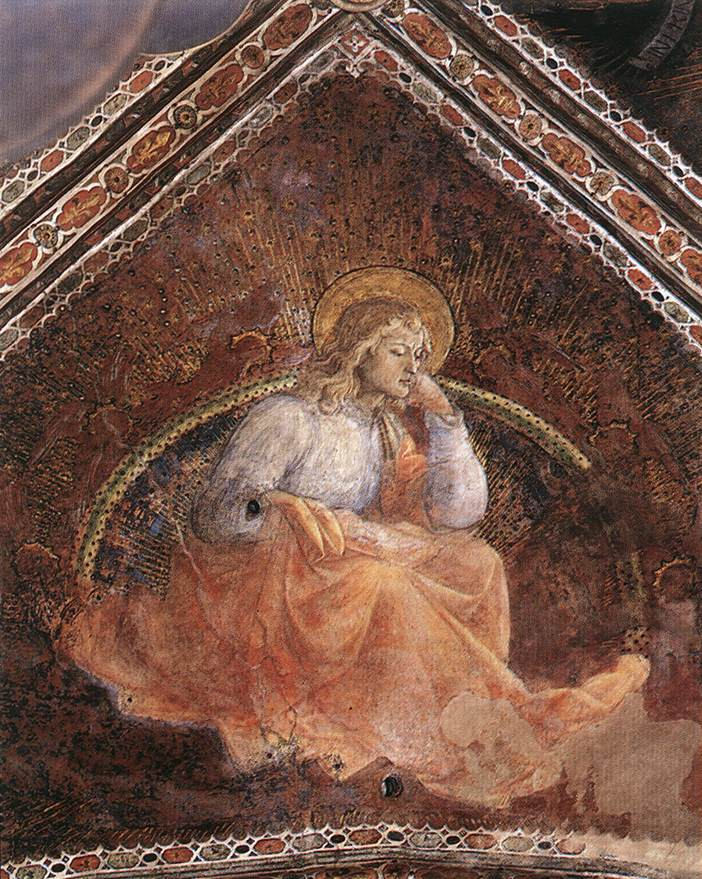
Saint Luc
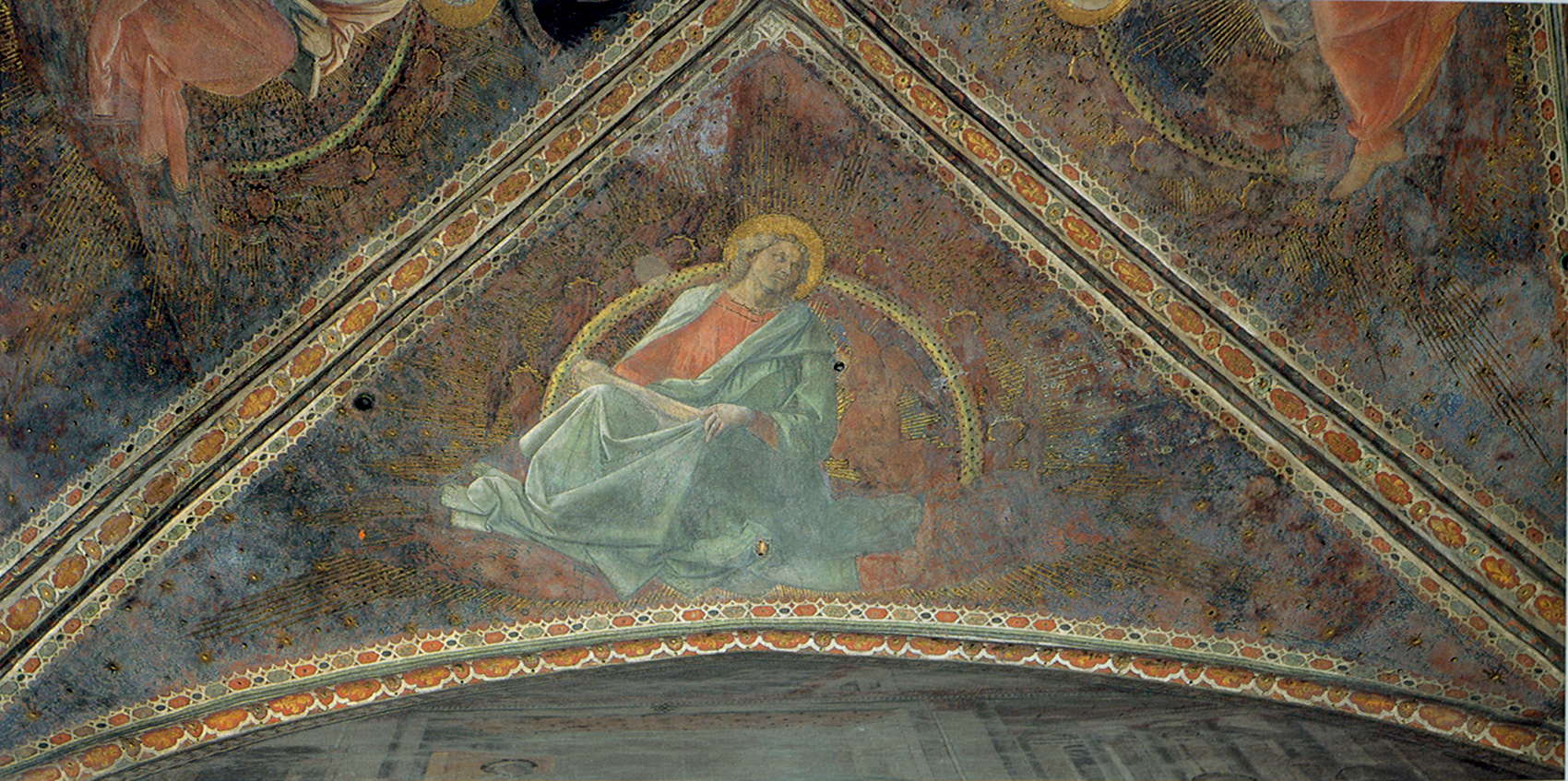
Saint Matthieu

## Sources
- (it) Cet article est partiellement ou en totalité issu de l’article de Wikipédia en italien intitulé « Storie di santo Stefano e san Giovanni Battista » (voir la liste des auteurs).